# Classe Castore
Le cannoniere della Classe Castore sono una classe di 2 unità realizzate in Italia per la Regia Marina negli anni ottanta del XIX secolo, e rimasta in servizio, pur se adibita ad altri compiti, fino all'ottobre 1925.

## Storia
Nel 1887, dopo aver iniziato la costruzione della batteria costiera "Umberto I" alla Palmaria, dotata di 2 pezzi da Krupp A.R.C. da 400/35 mm, il Comitato d'Artiglieria e Genio del Ministero della guerra decise di modificare il piano originale che prevedeva la costruzione a Maralunga di una seconda batteria costiera, realizzando in sua vece una coppia di cannoniere destinate alla difesa della piazzaforte di La Spezia, in concomitanza  con altri due pontoni armati. In caso di necessità le unità sarebbero state ancorate alle estremità della diga foranea per concorrere alla difesa mobile di La Spezia, mentre durante il periodo di pace le unità sarebbero state alloggiate in posizione protetta.
Le due unità furono ordinate dal Ministero della guerra presso il cantiere navale britannico Sir W.G. Armstrong & Co. di Elswick, su progetto dell'ingegnere navale Philip Watts, coadiuvato da Herbert Rowell. Varate entrambe il 22 febbraio 1887, furono considerate incapaci di affrontare una lunga navigazione in mare aperto, e vennero smontate e trasferite in Italia via nave presso lo stabilimento Armstrong di Pozzuoli, dove furono riassemblate sotto la supervisione dell'ingegnere George Rendel. Varate nuovamente nel settembre (Castore) e ottobre (Polluce) 1888, effettuarono le prove in mare nel golfo di Pozzuoli nel corso della prima metà del 1889. Successivamente vennero trasferite a La Spezia dove effettuarono prove di collaudo da parte di una commissione mista di ufficiali d'artiglieria del Regio Esercito e della Regia Marina, che rilevò alcuni problemi di lieve entità concentrati quasi tutti nell'impianto elettrico che consentiva l'elevazione del cannone e nel sistema idraulico che favoriva il ritorno in punteria del pezzo dopo il termine del rinculo.
Dopo l'inaugurazione della nuova base navale di Taranto, avvenuta nel 1889, fu deciso di assegnare le due unità alla sua difesa, unitamente a una nuova batteria costiera da 400/32 mm da costruirsi sull'isola di San Paolo, denominata batteria "Vittorio Emanuele II". La Direzione Straordinaria del Genio avviò la realizzazione di un piccolo porto sul lato settentrionale dell'isola, che avrebbe permesso di trasportare il necessario materiale per la costruzione della batteria costiera, ed accogliere le due cannoniere destinate alla difesa mobile dell'isola. Nel corso del 1889 la Castore sbarcò il suo cannone da 400 mm, venendo riarmata con un cannone Armstrong a tiro rapido da 120 mm.
Nel 1891 la Castore e la Polluce furono trasferite all'Amministrazione Militare Marittima, che le dotò di proprio personale. Il porticciolo venne reso idoneo ad ospitare le due unità, consentendone il loro eventuale utilizzo bellico. Con l'avanzamento dei lavori di costruzione della cupola corazzata, a partire dal 1897 incominciò lo sbarco del cannone da 400/32 mm della Polluce, completa di affusti e macchinari per il suo utilizzo, destinato insieme a quello della Castore ad essere trasferire all'interno della cupola corazzata tipo Gruson. I lavori terminarono nel 1899 quando la batteria "Vittorio Emanuele II" fu dichiarata operativa.
Trasformate in pontoni galleggianti, armati con un cannone da 120 mm, nel 1903 le due unità furono trasferite gratuitamente alla Regia Marina per essere trasformate in cisterne d'acqua o di petrolio ad uso locale. La Castore nel 1905 venne trasformata inizialmente in posamine e trasferita presso la base navale di Venezia, e nel novembre 1915, in piena prima guerra mondiale, fu trasformata in nave lanciasiluri sperimentale e trasferita a rimorchio nel canale della Perognola. Nel luglio 1920 fu trasferito in servizio al Comando in Capo della base navale di Pola, dove fu sottoposto ad estesi lavori di riparazione, rimanendo in servizio fino all'8 ottobre 1925 quando fu definitivamente radiata dal Quadro del Naviglio militare. La Polluce fu trasformata in bettolina, venendo definitivamente radiata dal servizio già il 6 agosto 1911.

### Descrizione tecnica
Cannoniera Tipo Rendel avente dislocamento di 667 tonnellate, lunghezza di 36,5 metri fuori tutto, larghezza di 11,2 m, e pescaggio medio di 2,74 m. L'apparato motore si basava su due motrici alternative a triplice espansione eroganti una potenza complessiva da 350 hp, ed azionanti 2 eliche. La velocità massima raggiungibile era pari a 8,5 nodi, mentre la dotazione di carbone era di variava da 20 a 71 t. L'equipaggio era composto da 42 uomini. L'armamento si basava su un cannone Krupp calibro 400/32 mm in grado di sparare proiettili perforanti del peso di 900 kg ad una velocità iniziale di 550 m/sec. Il sistema idraulico garantiva un'elevazione massima di 13°, ma non vi era alcun sistema di brandeggio e il pezzo doveva essere puntato spostando a dritta o a sinistra l'intera nave.

## Unità
| Numero di costruzione | Nome    | Stato              | Cantiere navale                     | Impostazione | Varo             | Ingresso in servizio | Radiazione     |
| --------------------- | ------- | ------------------ | ----------------------------------- | ------------ | ---------------- | -------------------- | -------------- |
| 512                   | Castore | radiata e demolita | Sir W.G. Armstrong & Co. di Elswick |              | 22 febbraio 1887 | 1889                 | 8 ottobre 1925 |
| 513                   | Polluce | radiata e demolita | Sir W.G. Armstrong & Co. di Elswick |              | 22 febbraio 1887 | 1889                 | 6 agosto 1911  |